# Таррелл (Арканзас)
Таррелл (англ. Turrell) — місто (англ. city) в США, в окрузі Кріттенден штату Арканзас. Населення — 517 осіб (2020).

## Географія
Таррелл розташований на висоті 69 метрів над рівнем моря за координатами 35°22′29″ пн. ш. 90°16′13″ зх. д. / 35.37472° пн. ш. 90.27028° зх. д. (35.374656, -90.270289).  За даними Бюро перепису населення США в 2010 році місто мало площу 14,04 км², з яких 13,99 км² — суходіл та 0,05 км² — водойми.

## Демографія
Згідно з переписом 2010 року, у місті мешкало 615 осіб у 242 домогосподарствах у складі 158 родин. Густота населення становила 44 особи/км².  Було 289 помешкань (21/км²). 
Расовий склад населення:
| - 85,0 % — чорних або афроамериканців - 14,5 % — білих |

До двох чи більше рас належало 0,5 %. Іспаномовні складали 0,3 % від усіх жителів.
За віковим діапазоном населення розподілялося таким чином: 22,6 % — особи молодші 18 років, 61,3 % — особи у віці 18—64 років, 16,1 % — особи у віці 65 років та старші. Медіана віку мешканця становила 41,1 року. На 100 осіб жіночої статі у місті припадало 83,0 чоловіків;  на 100 жінок у віці від 18 років та старших — 85,9 чоловіків також старших 18 років.
Середній дохід на одне домашнє господарство  становив 35 601 долар США (медіана — 17 353), а середній дохід на одну сім'ю — 41 431 долар (медіана — 28 125). За межею бідності перебувало 35,6 % осіб, у тому числі 25,4 % дітей у віці до 18 років та 27,8 % осіб у віці 65 років та старших.
Цивільне працевлаштоване населення становило 124 особи. Основні галузі зайнятості: освіта, охорона здоров'я та соціальна допомога — 24,2 %, виробництво — 16,9 %, транспорт — 15,3 %.

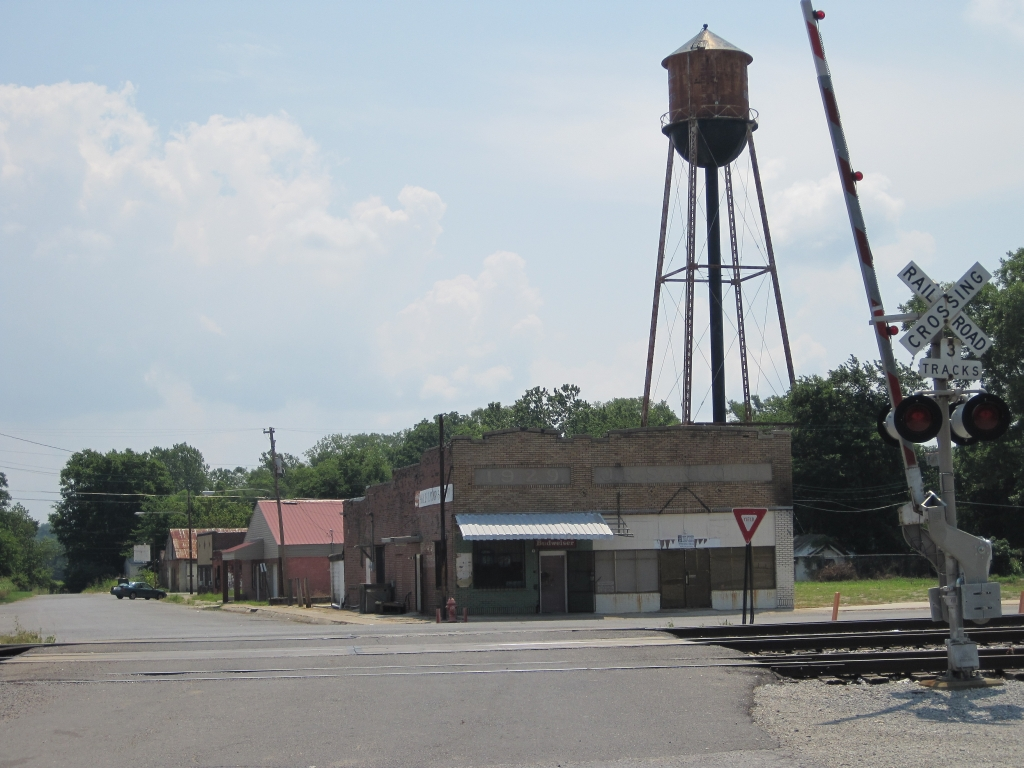
Центр міста

За даними перепису населення 2000 року в Тарреллі проживало 957 осіб, 222 родини, налічувалося 326 домашніх господарств і 357 житлових будинків. Середня густота населення становила близько 67,9 осіб на один квадратний кілометр. Расовий склад Таррелла за даними перепису розподілився таким чином: 19,44 % білих, 78,79 % — чорних або афроамериканців, 0,10 % — корінних американців, 0,73 % — представників змішаних рас, 0,94 % — інших народів. Іспаномовні склали 2,93 % від усіх жителів міста.
З 326 домашніх господарств в 30,7 % — виховували дітей віком до 18 років, 32,5 % представляли собою подружні пари, які спільно проживали, в 29,1 % сімей жінки проживали без чоловіків, 31,9 % не мали сімей. 27,6 % від загального числа сімей на момент перепису жили самостійно, при цьому 11,7 % склали самотні літні люди у віці 65 років та старше. Середній розмір домашнього господарства склав 2,94 особи, а середній розмір родини — 3,70 особи.
Населення міста за віковим діапазоном за даними перепису 2000 року розподілилося таким чином: 34,1 % — жителі молодше 18 років, 8,7 % — між 18 і 24 роками, 23,6 % — від 25 до 44 років, 21,4 % — від 45 до 64 років і 12,2 % — у віці 65 років та старше. Середній вік мешканця склав 33 роки. На кожні 100 жінок в Тарреллі припадало 90,6 чоловіків, у віці від 18 років та старше — 79,3 чоловіків також старше 18 років.
Середній дохід на одне домашнє господарство в місті склав 15 000 доларів США, а середній дохід на одну сім'ю — 21 750 доларів. При цьому чоловіки мали середній дохід в 26 250 доларів США на рік проти 14 861 долар середньорічного доходу у жінок. Дохід на душу населення в місті склав 8908 доларів на рік. 38,1 % від усього числа сімей в окрузі і 41,0 % від усієї чисельності населення перебувало на момент перепису населення за межею бідності, при цьому 50,8 % з них були молодші 18 років і 30,4 % — у віці 65 років та старше.